# Friedrich Cropp (Jurist)
Friedrich Cropp (* 5. Juli 1790 in Moorburg; † 8. August 1832 in Lübeck) war ein deutscher Rechtslehrer und Instanzrichter des 19. Jahrhunderts.
Cropp war ein Sohn des Pastors Paul Lorenz Cropp, der seit 1786 als Pastor an der St.-Maria-Magdalena-Kirche in Moorburg tätig war, und ein Enkel des Arztes und Naturforschers Friedrich Ludwig Christian Cropp. Er besuchte die Gelehrtenschule des Johanneums und das Academische Gymnasium in Hamburg. Ostern 1810 begann er mit dem Studium der Rechtswissenschaften an der Universität Göttingen und wechselte Michaelis 1811 an die Universität Heidelberg, wo er promoviert und habilitiert wurde. Zum Wintersemester 1813/14 nahm er in Heidelberg seine Vorlesungen als Privatdozent auf und wurde im Sommer 1814 zunächst außerordentlicher Professor, 1817 dann ordentlicher Professor in Heidelberg. 1820 erhielt er von der badischen Regierung den Titel eines Hofrats verliehen und wurde noch im gleichen Jahr, auf den Hamburger Wahlvorschlag hin, zum jüngsten Gerichtsrat des neu gegründeten Oberappellationsgerichts der vier Freien Städte bestellt, wo er bis zu seinem Tode als Opfer der Lübecker Cholera-Epidemie 1832 wirkte.
1819 erstellte er in Heidelberg eine handschriftliche Abschrift des Wolfenbütteler Sachsenspiegels mit durchgepausten und handkolorierten Abbildungen aus diesem und dem Dresdner Sachsenspiegel unter dem Titel "Codex picturatus speculi saxonici guelferbytanus". Das Werk wird als Materialsammlung einer geplanten Druckausgabe angesehen, die nicht zur Ausführung kam.
Zusammen mit Georg Arnold Heise, der in Heidelberg sein Lehrer war, gab Friedrich Cropp das Werk in 2 Bänden, Juristische Abhandlungen mit Entscheidungen des Oberappellationsgerichts der vier freien Städte Deutschlands, heraus. Erscheinungsjahr: 1. Band 1827, 2. Band 1830.

## Schriften
- Narratio de controversiis quae inter Daniae reges et Hamburgenses usque ad mortem Christiani IV. 1648 agitatae sunt. Hamburg 1810
- De praeceptis juris romani circa puniendum conatum delinquendi. Heidelberg 1813
- Loca iuris romani selecta in praelectionibus de iure civili ad ordinem conspectus Heisiani habendas illustranda. Mohr & Zimmer, Heidelberg 1815, Digitalisat
- Codex picturatus speculi saxonici guelferbytanus. Heidelberg 1819
- mit Georg Arnod Heise (Hrsg.): Juristische Abhandlungen mit Entscheidungen des Oberappellationsgerichts der vier freien Städte Deutschlands., Friedrich Perthes, Hamburg

1. Band, 1827, Digitalisat
2. Band, 1830, Digitalisat